# طارة إهليجية

طارة بدالة اهليجية وراسم دائري متغير

وخلافا للطارة الدورانية (torus) التي دالتها دائرية (Circular directrix)، الطارة الإهليجية (Elliptical torus) لها دالة إهليجية. بقطع ثلاثة أسطح اهليجية دورانية منفصلة فيما بينها ومتشابهة، نحصل على ثلاثة أهاليج متشابهة. التي في أية حالة تكون متماسة لاهليجين ديلتا وغاما وتكون بالتوالي جميعها داخل واحدة منهما مثلا ديلتا أو خارج الأخرى غاما. المحل الهندسي لمراكز الاهاليج المتحولة يتكون من إهليج. الذي يمثل المحور الدالي للسطح الحلقي.

مسألة سودي هيكسليت (Soddy's hexlet)

## وصلات خارجية
- هندسة وصفية، نمذجة الاسطح الحلقية